# Tasso d'interesse reale
Il tasso di interesse reale è il tasso di interesse al netto del tasso di inflazione vigente in una data economia (tasso di interesse nominale).
Grossolanamente si può calcolare il tasso di interesse reale come differenza tra il tasso di interesse nominale e il tasso di inflazione secondo la formula 

{\displaystyle r_{r}=i-p*} con 

{\displaystyle r_{r}} è il tasso di interesse reale 

{\displaystyle i} è il tasso di interesse sul debito  

{\displaystyle p*} è il tasso di inflazione.
Il calcolo corretto è invece il seguente: 
{\displaystyle r_{r}+1={\frac {1+i}{1+p*}}}
Per esempio se i tasso nominale è il 5% e l'inflazione ammonta al 3%, il tasso reale è del 1,94%, mentre secondo il calcolo grossolano ammonta al 2%.
Il tasso d'interesse è il prezzo pagato da chi riceve capitali e incassato da chi li offre. Ma per effetto dell'inflazione diminuisce la quantità di beni acquistabili con la stessa quantità di denaro. Ragion per cui è necessario tener conto del rendimento di un'attività finanziaria al netto della perdita di capacità d'acquisto causata dall'inflazione.
Quando il tasso di inflazione sale e il tasso nominale di interesse è basso, è possibile che il tasso di interesse reale sia negativo. Chi percepisce il tasso di interesse rischia di credere di incassare un reddito positivo, che in realtà, tenuto conto dell'inflazione, è negativo.
La formula "grossolana" è detta equazione di Fisher e può essere usata al posto del calcolo corretto se {\displaystyle p*}e {\displaystyle i} sono minori del 20% all'anno.